# Сайд-проект
Сайд-прое́кт (англ. side project, с англ. — «сторонний проект») — музыкальный проект, в котором участвует один или несколько музыкантов, известных по другим группам.
Сайд-проект даёт исполнителю возможность самовыражения за пределами рамок стиля, определяемых его основным коллективом. Сторонние проекты могут носить как мейнстримный характер, так и быть полностью некоммерческими. В сайд-проектах музыканты часто экспериментируют со звучанием, проявляя собственную креативность. Это тем более ценно для исполнителей, которые не могут полностью выразить себя в их основных группах или находятся в них на вторых ролях.
Сайд-проекты могут быть созданы как одним известным исполнителем, так и целой группой музыкантов (в последнем случае часто используется термин «супергруппа»). К подобным коллаборациям прибегали как рок-исполнители (примером является супергруппа The Traveling Wilburys, в состав которой входили Боб Дилан, Том Петти и Джордж Харрисон), так и хип-хоп-музыканты (например, Jay-Z и Kanye West).
В 2015 году в журнале NME опубликовали список из тридцати лучших сайд-проектов. В пятёрку музыкантов, чьи сторонние проекты были включены в список лучших, вошли Пит Доэрти (The Libertines), Том Йорк (Radiohead), Джош Хомме (Queens of the Stone Age), Джек Уайт (The White Stripes), а на вершине списка оказался Деймон Албарн (Blur).